# ポッジョ・ミルテート
ポッジョ・ミルテート（伊: Poggio Mirteto）は、イタリア共和国ラツィオ州リエーティ県にある、人口約6,200人の基礎自治体（コムーネ）。

## 地理

### 位置・広がり
リエーティ県西部のコムーネ。県都リエーティから南西へ21kmの距離にある。

#### 隣接コムーネ
隣接するコムーネは以下の通り。括弧内のRMはローマ県所属を示す。
- フィラッチャーノ (RM)
- フォラーノ
- モントーポリ・ディ・サビーナ
- ポッジョ・カティーノ
- サリザーノ
- トッリータ・ティベリーナ (RM)

### 気候分類・地震分類
ポッジョ・ミルテートにおけるイタリアの気候分類 (it) および度日は、zona D, 1901 GGである。
また、イタリアの地震リスク階級 (it) では、zona 2B (sismicità media) に分類される。

## 行政

### 分離集落
ポッジョ・ミルテートには、以下の分離集落（フラツィオーネ）がある。
- Briccaro, Castel San Pietro Sabino, Fuori Dazio, Misericordia, Poggio Mirteto Scalo, San Luigi, San Valentino

## 姉妹都市
- Canéjan、フランス